# Ghost the Musical
Pour les articles homonymes, voir Ghost.
Ghost the Musical est une comédie musicale avec le livret et les paroles de Bruce Joel Rubin et la musique et les paroles par Dave Stewart et Glen Ballard.
Basée sur le film du même nom de 1990, la comédie musicale a été jouée pour sa première mondiale à la Manchester Opera House à Manchester (Royaume-Uni) en mars 2011. Le spectacle a ensuite été joué à Londres durant l'été 2011, avec une soirée de lancement officiel le 19 juillet,. La version de Broadway (New York) a ouvert ses portes en avril 2012. Une tournée du Royaume-Uni est prévue en 2013, après la fin de la production à Londres en octobre 2012.

## Synopsis
Alors qu'ils vivent le parfait amour, Sam Wheat et Molly Jensen emménagent dans un grand appartement à New York. Un soir, dans une ruelle sinistre, Sam se fait tuer sous les yeux de sa compagne. Il devient alors un fantôme, coincé sur terre. Il arrive à communiquer avec une fausse médium, Oda Mae Brown, qui découvre, par la même occasion, ses réels pouvoirs d'extralucide. Sam va alors enquêter sur sa propre mort et essayer de communiquer avec Molly pour découvrir son meurtrier.

## Numéros musicaux
En novembre 2010, les quatre premières chansons originales de la comédie musicale furent mises en ligne à la suite des sessions d'enregistrement qui ont eu lieu à l'Abbey Road Studios et au Manchester Exchange Theatre.
| Act I - "Overture" – Orchestra - "Here Right Now" – Molly, Sam, Carl - "Unchained Melody" – Sam - "More" – Carl, Ensemble - "Three Little Words" – Molly, Sam - "Sam's Murder" – Willie, Sam, Molly, Ensemble - "Ball of Wax" – Hospital Ghost, Ensemble≠ - "I Can't Breathe" – Sam - "Are You a Believer?" – Clara, Louise, Mrs Santiago, Oda Mae - "With You" – Molly - "Suspend My Disbelief"/"I Had a Life" – Molly, Carl, Sam, Ensemble | Act II - "Rain"/"Hold On" – Molly, Sam, Ensemble - "Unchained Melody (Reprise)" - The Righteous Brothers, Sam - "Life Turns On a Dime" – Carl, Molly, Sam - "Focus" – Subway Ghost - "Talkin' 'Bout a Miracle" – Hospital Ghost, Oda Mae, Ensemble - "Nothing Stops Another Day" – Molly - "I'm Outta Here" – Oda Mae, Ensemble - "Unchained Melody (Dance)" – Sam, Molly - "The Love Inside" – Sam, Molly |

≠Remplacée à Broadway par "You Gotta Let Go".

## Distributions
| Rôle          | Manchester        | West End          | Broadway             | Corée du Sud                            | Hongrie              | Linz                | Berlin            | Hambourg          | Japon                        | Tournée britannique |
| Rôle          | 2011              | 2011              | 2012                 | 2013                                    | 2013                 | 2017                | 2017              | 2018              | 2021                         | 2024                |
| ------------- | ----------------- | ----------------- | -------------------- | --------------------------------------- | -------------------- | ------------------- | ----------------- | ----------------- | ---------------------------- | ------------------- |
| Sam Wheat     | Richard Fleeshman | Richard Fleeshman | Richard Fleeshman    | Joo Won / Kim Joon-hyun / Kim Woo-hyung | Attila Dolhai        | Riccardo Greco      | Alexander Klaws   | Riccardo Greco    | Kenji Urai                   | Josh St. Clair      |
| Molly Jensen  | Caissie Levy      | Caissie Levy      | Caissie Levy         | Ivy / Park Ji-yeon                      | Bernadett Vágó       | Anaïs Lueken        | Willemijn Verkaik | Roberta Valentini | Sayaka Akimoto / Miyu Sakihi | Rebekah Lowings     |
| Carl Bruner   | Andrew Langtree   | Andrew Langtree   | Bryce Pinkham        | Lee Chang-Hee / Lee Kyung-Soo           | Árpád-Zsolt Mészáros | Peter Lewys Preston | Andreas Bongard   | John Vooijs       | Sōichi Hirama                | James Mateo-Salt    |
| Oda Mae Brown | Sharon D. Clarke  | Sharon D. Clarke  | Da'Vine Joy Randolph | Choi Jeong-Won / Jeong Young-Joo        | Andrea Szulák        | Ana Milva Gomes     | Marion Campbell   | Marion Campbell   | Kumiko Mori                  | Jacqui Dubois       |

## Productions

### Manchester (2011)

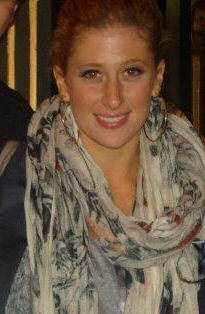
Caissie Levy à la sortie du théâtre.

La comédie musicale a réalisé sa première mondiale à la Manchester Opera House, en Angleterre du 28 mars 2011 au 14 mai 2011. Le spectacle a été mis en scène par Matthew Warchus, avec les décors et costumes de Rob Howell, des chorégraphies d'Ashley Wallen, la supervision musicale et les arrangements de Christopher Nightingale, des illusions mises au point par Paul Kieve, l'éclairage de Hugh Vanstone, le design sonore de Bobby Aitken et la conception de projection par Jon Driscoll,. 
La distribution comprenait Richard Fleeshman dans le rôle de Sam Wheat, Caissie Levy dans celui de Molly Jensen, Sharon D. Clarke pour Oda Mae Brown et Andrew Langtree pour Carl Bruner.

### West End (2011-12)
Encore une fois sous la direction de Warchus, la comédie musicale a été jouée au Piccadilly Theatre dans le West End à partir du 24 juin 2011. Le gala officiel d'ouverture a eu lieu le 19 juillet. Depuis le 13 janvier 2012, Mark Evans et Siobhan Dillon ont repris les rôles principaux, laissant le temps aux membres de la distribution originale Fleeshman et Levy de commencer les répétitions pour la future production de Broadway. Le spectacle fut joué un peu plus de 500 représentations et s'arrêta le 6 octobre 2012.

### Broadway (2012)
La comédie musicale a commencé fait ses débuts à Broadway au Lunt-Fontanne Theatre à partir du 15 mars 2012, avec une soirée d'inauguration officielle le 23 avril. Toujours mis en scène par Matthew Warchus, les vedettes de la version originale Richard Fleeshman et Caissie Levy ont repris leurs rôles aux côtés de nouveaux partenaires dont Da’Vine Joy Randolph (Oda Mae) et Bryce Pinkham (Carl).
Dans cette version, une nouvelle scène d'ouverture a été ajoutée et "Ball of Wax" a été remplacé par une nouvelle chanson semblable ; "You Gotta Let Go".
La production a obtenu trois nominations aux Tony Awards. Randolph a été nommée au Outer Critics Circle Award pour son rôle dans la comédie musicale, tandis que Hugh Vanstone a remporté le prix pour la conception d'éclairage. La production de Broadway s'est terminé le 18 août 2012 après 136 représentations. Une tournée nationale en Amérique du Nord à l'automne 2013 a été confirmée.

### Budapesti Operettszínház (2013)
En 2013, le Budapesti Operettszínház, un théâtre hongrois spécialisé dans la représentation d'œuvres musicales, offre sa version du spectacle avec, dans les rôles titres, Attila Dolhai et Bernadett Vágó. L'antagoniste principal est incarné par Árpád-Zsolt Mészáros.

### Tournée nationale au Royaume-Uni (2013-2014)
La première tournée nationale du Royaume-Uni a été lancée au Wales Millennium Centre de Cardiff le 8 avril 2013. Le spectacle a parcouru ensuite plusieurs grandes salles du pays dont le New Wimbledon Theatre, Londres (30 avril-11 mai), Edinburgh Playhouse (14 mai-1er juin), Wolverhampton Grand Théâtre (3 - 15 juin), Leeds Grand Theatre (17-29 juin) et Southampton Mayflower (28 octobre-9 novembre 2013). Après une tournée de 11 mois, la production s'est terminée le 8 mars 2014 à Oxford.

### Allemagne (2017-2018)
Cette production a vu sa première à Berlin au Theater des Westens le 7 décembre 2017. Alexander Klaws et Willemijn Verkaik ont repris les rôles respectifs de Sam et Molly. La dernière a été jouée le 7 octobre 2018 après 348 représentations.

### Danemark (2019)
Le 14 mars 2019, Heltemus Production présente la première de la version danoise de la comédie musicale. Cette version traduite en danois a été mise en scène et chorégraphiée par Tobias Larsson.

### Paris (2019-2020)
Le 17 septembre, Stage Entertainment France présente la Première de la version française de la comédie musicale au Théâtre Mogador. Traduction par Nicolas Engel. Les rôles principaux ont été donnés à Moniek Boersma, Grégory Benchafi, Philippe Touzel et Claudia Tagbo puis Clair Jaz (en alternance avec Laura Nanou).

## Récompenses et nominations

### Production original de Londres
| Année | Récompense             | Catégorie                                          | Nomination       | Résultat   |
| ----- | ---------------------- | -------------------------------------------------- | ---------------- | ---------- |
| 2012  | Laurence Olivier Award | Best New Musical                                   | Best New Musical | Nomination |
| 2012  | Laurence Olivier Award | Best Performance in a Supporting Role in a Musical | Sharon D. Clarke | Nomination |
| 2012  | Laurence Olivier Award | Best Set Design                                    | Rob Howell       | Nomination |
| 2012  | Laurence Olivier Award | Best Lighting Design                               | Hugh Vanstone    | Nomination |
| 2012  | Laurence Olivier Award | Best Sound Design                                  | Bobby Aitken     | Nomination |

### Production originale de Broadway
| Année | Récompense       | Catégorie                                              | Nomination                             | Résultat   |
| ----- | ---------------- | ------------------------------------------------------ | -------------------------------------- | ---------- |
| 2012  | Tony Award       | Meilleur second rôle féminin dans une comédie musicale | Da’Vine Joy Randolph                   | Nomination |
| 2012  | Tony Award       | Meilleurs décors                                       | Rob Howell et Jon Driscoll             | Nomination |
| 2012  | Tony Award       | Meilleures lumières                                    | Hugh Vanstone                          | Nomination |
| 2012  | Drama Desk Award | Outstanding Set Design                                 | Jon Driscoll, Rob Howell et Paul Kieve | Lauréat    |